# Smilax cuprea
Smilax cuprea är en enhjärtbladig växtart som beskrevs av Ferrufino och Werner Rodolfo Greuter. Smilax cuprea ingår i släktet Smilax och familjen Smilacaceae. Inga underarter finns listade.